# 財神寶庫
《財神寶庫》，是倪匡筆下科幻小說衛斯理系列之一，系列編號124，序言寫於2001年3月16日。本故事並無任何科幻成份，反而像一個推理故事。
故事講述富翁「老闆」的一段隱語被他的親信江海意外發現。為破解隱語，眾人都費盡心思。隱語被破解後，眾人的生活才得以回復正常。

## 故事概述

### 隱語的來歷
白奇偉到瑞士的一家銀行中的「阿爾卑斯保險庫」去開啟一種特別的保險箱，在此保險庫開啟保險箱失敗的話，就會被當作打劫銀行起訴。白奇偉進入保險庫後開啟保險箱，卻失敗了，於是他立即逃走。
原來之前白老大和白奇偉在法國農場會見過江海。江海是大富翁「老闆」的親信，在「老闆」死後，他無意發現「老闆」藏起來的一段隱語，而此隱語隱藏著一組數字，就是阿爾卑斯保險庫其中一個保險箱的密碼。江海原本已研究出一組數字，但恐防有錯，於是想與白老大一起研究。白老大和江海希望用該筆保險箱內的錢去幫助有需要的人，於是白老大答應一起研究。

### 分析隱語
白老大和江海研究後得出一組數字，白奇偉用此組數字去開啟保險箱，但卻失敗了。於是，白老大把隱語給衛斯理和白素一同研究。衛斯理、白素把隱語分成十三句，每句代表一個數字，但白老大卻認為此隱語只有十二句，因為江海之前說過，老闆對「13」這個數字十分忌諱。江海並且認為隱語中的首三個字「崇公道」沒有意義，認為「老闆」將自己比作西晉時富可敵國的石崇，「崇公道」只是「老闆說話」的意思，是密碼的引言而已，白素不置可否。
經研究後，衛斯理和白素連同「崇公道」一句徹底推翻白老大之前的研究成果。研究出一組新的數字後，白老大決定親自到保險庫開啟保險箱。但白素擔心白老大會失敗，所以她去準備失敗後的救人安排。白素要求衛斯理將麻醉劑放在酒中，將自己、白老大和江海麻醉，以方便白素將白老大易容，衛斯理答應。醒後，衛斯理發現除了白老大被白素易容外，自己也被她易容。

### 失敗
白老大到保險庫開啟保險箱，但卻失敗了。在白老大被人押出來時，白素派來的一個胖女人製造了一場混亂，衛斯理趁機帶走白老大。事後討論，白老大暗指白素於分析隱語時誤導了他，使正確密碼變成錯誤密碼。他們於是準備另一個計劃：以金錢僱人去開保險箱。他們列舉出所有他們認為可行的密碼，然後派人去試，但都失敗了。
失敗後，眾人回到衛斯理的家裡。小郭來訪，衛斯理把事情始末告訴他，希望他能找出正確密碼，但小郭的解法和之前眾人所解的一模一樣。白老大於是在互聯網上把隱語公佈出去，希望能集思廣益，找出解法，但得到的都是些不合理的解法。

### 白龍山人的孫子
一直到一個月後，電腦收到一封電郵，令眾人興奮不已。寄信人正是當年用狂草寫那隱語的書法家白龍山人之孫。信中大意記述他一家人因這隱語帶來的悲劇：當年「老闆」要求白龍山人為他寫隱語，更表示白龍山人可以嘗試猜出隱語中藏著的密碼，白龍山人猜到密碼，「老闆」把一個保險箱交給白龍山人，保險箱的密碼就是隠語藏著的密碼，表示箱裡有承授一家銀行的文件，只要他打開就可以得到這家銀行。但「老闆」表示密碼中另有「奧秘」，白龍山人要破解這「奧秘」才能取得正確密碼開啟保險箱。豈料白龍山人及他兒子多年來都未能理解這「奧秘」，以至無法開啟保險箱。後來白龍山人估計當年可能無意中開罪了「老闆」，所以「老闆」決意報復，給白龍山人一個不能開啟的保險箱。而白龍山人父子亦因此保險箱令生活變得十分不正常，白雲山人因未能開啟保險箱取得承授銀行文件而含恨而終，他的兒子變得精神失常。
後來，文化大革命開始，由於「老闆」是民國時期的資本家，白龍山人的兒子被指勾結資本家而被迫害致死，孫子被批鬥。文革結束後，白龍山人之孫只能悽慘地過日子，但那個保險箱，他仍然保存著。
看過此信後，眾人認為此信十分重要，因為大家相信白龍山人孫子的保險箱密碼，一定與「老闆」在瑞士銀行的保險箱密碼完全相同。於是江海把保險箱帶回來香港。

### 解開隱語
由於當年白龍山人猜出的密碼與之前衛斯理等人猜到的一樣，所以關鍵在於「老闆」提及的「奧秘」。衛斯理靈機一觸，想到「奧秘」可能是數字排列上的問題，令眾人十分消沉，因為十二個數字的排序可以有數以百萬計的組合。後來江海帶來保險箱，衛斯理嘗試用儀器來找出密碼，但失敗了。於是，他聯絡戈壁、沙漠，希望他倆能利用高科技解開密碼。他倆見到保險箱，知道這是天工大王的作品，所以兩人無法破解。
眾人仍在苦苦思索，使生活被搞亂了。衛斯理擔心他們會步白龍山人的後塵，所以特意來勸白素，但白素指出她這樣做只是為了父親能完成心願，而她知道白老大並非是為了錢財，只是想勝過「老闆」，解開他所設的隱語。
眾人重新研究。衛斯理一時福至心靈，想到了隱語中每句除了隱藏一個密碼數字，亦隱藏一個生肖，密碼數字就是按生肖次序排列。排列過後，組成一組數字，結果成功開啟保險箱。開啟後，內裡果然有銀行轉讓的文件，可惜到現在這些文件已成為廢紙。這個情況令大家覺醒，再多的錢,也只是更多的煩惱、桎梏。衛斯理、白素率先表示不去開啟銀行的保險箱，而白老大也因白素的關係而明白到當中道理，江海也看透了。於是，一切大團圓結局。

## 隱語
整句隱語為：「崇公道始皇夢碎昭陵駿魂光武接位釣鰲大人君不見晉朝庾信望蒲台高翥勸酒鄭玄得夢觔斗雲翻不出少見多怪柳宗元桃花塢」。
正確的分法為：「崇公道／始皇夢碎／昭陵駿魂／光武接位／釣鰲大人／君不見晉朝／庾信望蒲台／高翥勸酒／鄭玄得夢／觔斗雲翻不出／少見多怪柳宗元／桃花塢」。
更要按照生肖地支來將之重新排列。生肖地支是：子鼠、丑牛、寅虎、卯兔、辰龍、巳蛇、午馬、未羊、申猴、酉雞、戌狗、亥豬。
「崇公道」：崇公道是蘇三起解中，押解蘇三的丑角。故此句隱藏著「3」，配的是「丑牛」。
「始皇夢碎」：秦始皇的皇朝傳到秦二世胡亥就結束。故此句隱藏著「2」，配的是「亥豬」。
「昭陵駿魂」：指昭陵六駿。駿，就是良馬。故此句隱藏著「6」，配的是「午馬」。
「光武接位」：漢光武帝劉秀於建武元年六月接位。「劉」字可拆成卯、金、刀。故此句隱藏著「6」，配的是「卯兔」。
「釣鰲大人」：列子湯問篇中：「龍伯之國，有大人……一釣而連六鰲」。故此句隱藏著「1，6」，配的是「辰龍」。
「君不見晉朝」：李白《襄陽歌》中：「君不見晉朝羊公一片石」。故此句隱藏著「1」，配的是「未羊」。
「庾信望蒲台」：庾信字子山。皮日休《友人許惠酒以詩征之》中：「子山病起無餘事，只望蒲台酒一車」。故此句隱藏著「1」，配的是「子鼠」。
「高翥勸酒」：高翥《清明》中：「人生有酒須當醉，一滴何曾到九泉」。「酒」古作「酉」。故此句隱藏著「1，9」，配的是「酉雞」。
「鄭玄得夢」：後漢書鄭玄傳記載「建寧五年春得夢」，後演化成「巳年得夢」。故此句隱藏著「5」，配的是「巳蛇」。
「觔斗雲翻不出」：美猴王的觔斗雲翻不出五指山。故此句隱藏著「5」，配的是「申猴」。
「少見多怪柳宗元」：「少見多怪」即「蜀犬吠日」，蜀即四川。故此句隱藏著「4」，配的是「戌狗」。
「桃花塢」：為唐伯虎所住，唐伯虎娶了九個妻子。故此句隱藏著「9」，配的是「寅虎」。
經重新整理後，數字為：13961656151942。

## 故事角色
衛斯理、白素、白老大、白奇偉、江海、小郭、戈壁、沙漠、白龍山人的孫子
- 財神老闆在故事中雖已逝世，但是一個重要根源角色，究竟他是影射誰。書中提及他掌握天下財權，利用權勢廣開財源，三十年來搜刮聚斂生意遍及全世界，分佈在各行各業，把天下財富集中到了一人一家的手中。而最重要的線索是他「未到古稀之年，就在一個宴會上，由於一個可笑的意外而一命嗚呼。」根據以上說法應是影射宋子文，1925年任國民政府財政部長，1935年任中國銀行董事長，長時間主理金融財務。雖然宋子文七十七歲逝世已逾古稀，與書中形容財神老闆未及古稀之年就逝世有所出入，但宋子文在一個小型宴會上用餐時誤吞雞骨而鯁死，與書中描述財神老闆死於宴會上一個可笑的意外，相當符合。[12]
- 書中伏筆意外揭開白素的歲數，白素的生肖和白老大一樣屬虎，《地底奇人》六十年代初白素初次出場，衛斯理形容她約二十三歲年紀，1962年是虎年，再根據《探險》一書的劇情交叉比對白素應是1938年9月中或下旬出生。[13]

## 相關書目
《一半一半》